# Riu Porcupine
|  | Per a altres significats, vegeu «Porcupine (desambiguació)». |

El riu Porcupine (en anglès Porcupine River; Ch'ôonjik en gwich'in) és un afluent del riu Yukon que discurre pel territori canadenc del Yukon i l'estat d'Alaska (Estats Units).
Amb 916 km de llargada i una conca superior als 117.000 km² el riu neix a la Nahoni Range, una serralada que forma part de les muntanyes Ogilvie, al nord de Dawson City, al Yukon. El seu curs tendeix cap al nord a través de la comunitat d'Old Crow, al Yukon, per posteriorment girar cap al sud-oest, ja dins l'estat d'Alaska i desembocar al riu Yukon a Fort Yukon.
Suposadament l'assentament humà més antic d'Amèrica del Nord es trobà en una cova d'un dels seus afluents, el riu Bluefish. Un gran nombre d'ossos d'animals modificats, aparentment, per humans foren descobert a les coves Bluefish. Aquests ossos han estat datats de fa 25.000 a 40.000 anys per la datació del carboni; milers d'anys abans del que s'accepta com el primer assentament humà a Amèrica del Nord.

## Afluents
- Miner river
  - Fishing Branch
- Bell River
  - Eagle River
  - Rock River
- Driftwood River
- Old Crow River
- Bluefish River
- Coleen River
- Black River
  - Wood River
  - Bear Mountain Creek
  - Mountain Creek
- Chandalar Creek
- Sheenjek River
  - Sheenjek River East Fork
  - Koness River
  - Eskimo Creek